# Geelvinck (familie)

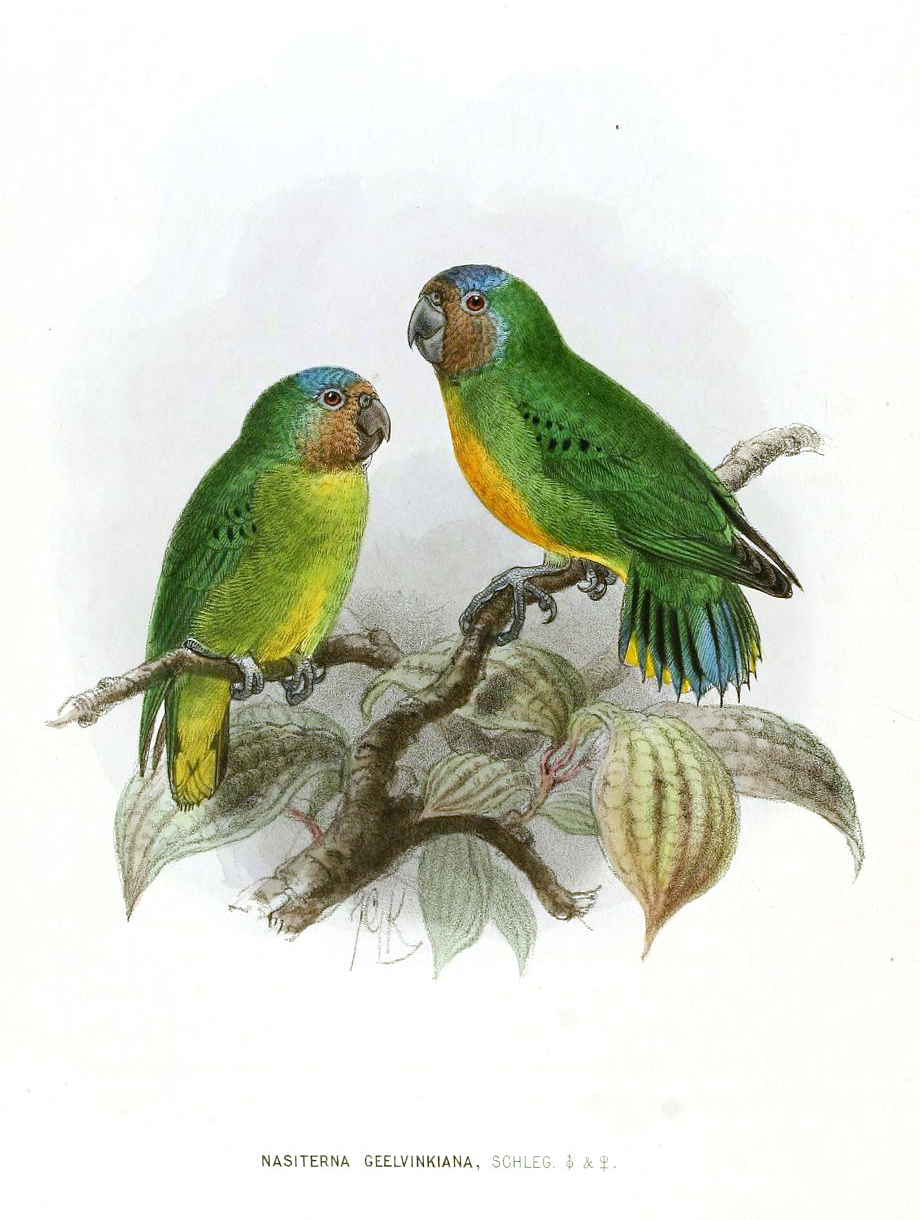
Nasiterna geelvinkiana = Micropsitta geelvinkiana

Geelvinck was een Nederlandse familie, die zich een plaats wist te verwerven tussen de regentenfamilies met het leveren van burgemeesters van Amsterdam, bewindhebbers van de VOC en WIC, en directeuren van de Sociëteit van Suriname. De laatste leden van de familie hadden zich bovendien een positie weten te bemachtigen in Den Haag.
Niet alleen het Geelvinck-Hinlopen Huis, het Geelvinckgebouw met parkeergarage, met zijgevel aan de Geelvinckssteeg (alle drie in Amsterdam) en een Geelvinckstraat in Castricum herinnert nog aan hun bestaan. In de steeg is in huis nummer 4 een moderne gevelsteen gezet met daarin het familiewapen. Ook de Geelvinkbaai in Indonesië met een unieke flora en fauna is naar de familie genoemd.

## Geschiedenis

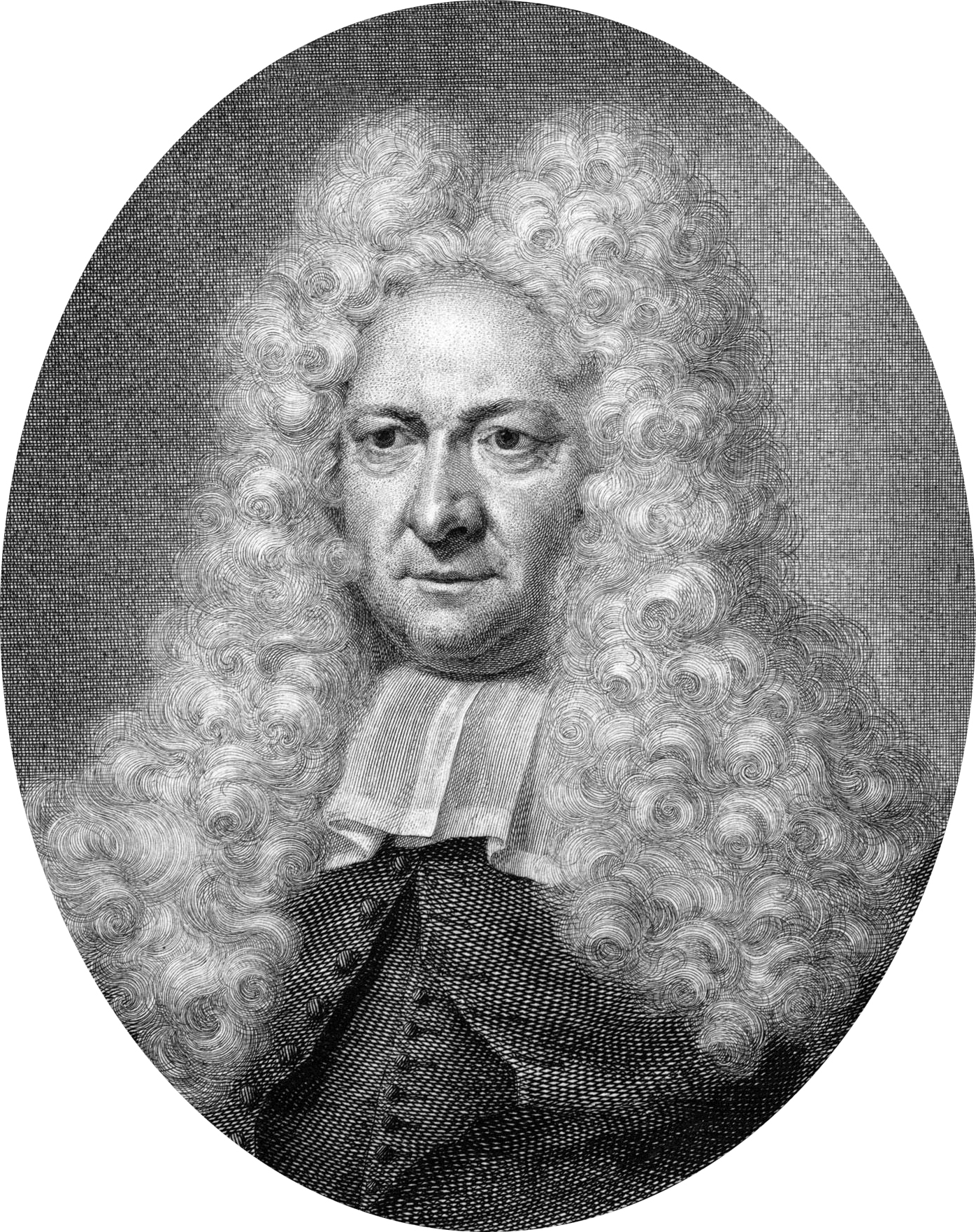
Lieve Geelvinck

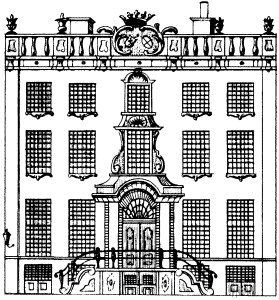
Herengracht 520 rond 1770 in het Grachtenboek van Caspar Philips

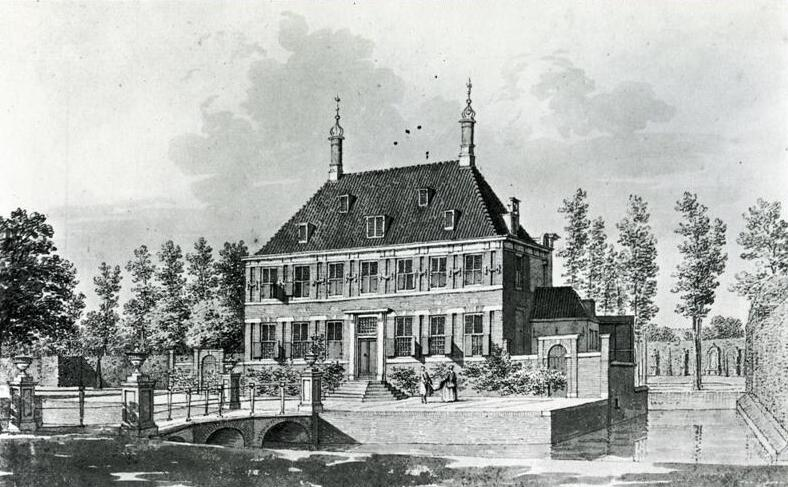
Nicolaes Geelvincks buitenplaats Akerendam, een prent uit 1756 door Cornelis Pronk

De stamvader van deze Amsterdamse familie was Cornelis Jansz. Geelvinck (1544-1624), aanvankelijk schipper, die zich na de Alteratie in Amsterdam vestigde. Hij was een handelaar in graan, erwten en bonen en voer in een vroeg stadium (1592) op de Levant, in samenwerking met Cornelis Pietersz. Hooft, zijn buurman. De familie Geelvinck woonde in het pand De Gulden Kruiwagen op de Nieuwendijk, schuin tegenover de Haringpakkerssteeg. Geelvinck leverde victualiën (= proviand) aan de VOC en nam deel aan de handel op Guinee. De familie Geelvinck verhuisde van de Nieuwendijk via Singel 118 naar de Herengracht. Zijn zoon was
- Jan Cornelisz. Geelvinck. Hij trouwde in 1601 met Griete Govertsdr. Wuytiers die nog geen maand na hun huwelijk overleed.[1] Hij hertrouwde met Aecht de Vlaming van Oudtshoorn. Ze kregen minstens vijf kinderen: Margaretha Geelvinck trouwde met Joan Munter; Agatha trouwde met Frederik Alewijn en Eva trouwde met Hendrick Bicker; Maria trouwde met Willem van Loon; zijn zoon
  - Cornelis Geelvinck. Hij trouwde in 1643 met een kleindochter van burgemeester Albert Burgh Elisabeth Velecker (1622-1658), met wie hij zes kinderen kreeg. In 1662 huwde hij met Margaretha Bicker van Swieten (1619-1697), de dochter van Cornelis Bicker. Zij bewoonden Herengracht 174; zijn kinderen:
    - Joan Geelvinck (1644-1707) woonde aan het Singel 460, in het pand, beter bekend als Odeon. Hij trouwde met Anna van Loon; zijn zoon
      - Lieve Geelvinck was een burgemeester. Hij trouwde in 1699 met Agatha Theodora van Bambeeck, die in 1713 overleed. Hij hertrouwde in 1730 de rijkste vrouw van Amsterdam, Anna de Haze. Via haar verkreeg hij de titel heer van Stabroek en van de beide Loosdrechten. Lieve Geelvinck was staatsgezind en regelde in 1734 een uitermate koele ontvangst voor Willem IV van Oranje-Nassau en Anna van Hannover. Zijn kinderen
        - Agatha Levina Geelvinck. Zij trouwde met de rijkste man in Amsterdam, de weduwnaar Dirk Trip;
        - Nicolaes Geelvinck (1706-1764). Hij trouwde in 1729 met Johanna Jacoba Graafland. (Zijn vader trouwde het jaar daarop met zijn schoonmoeder.) In 1737 werd hij bewindhebber van WIC. Nicolaes Geelvinck is in 1743 opnieuw getrouwd met Hester Hooft, destijds de mooiste vrouw van Amsterdam. In 1747 trouwde hij voor de derde keer, nu met enige dochter van burgemeester Gerrit Corver. Van hem verwachtte men verbeteringen toen hij werd aangesteld bij de Admiraliteit van Amsterdam. Na de dood van Nicolaes Geelvinck was er ruim zes miljoen te verdelen.  Zijn kinderen:
          - Lieve Geelvinck (1730-1757). Hij trouwde in 1756 met Catharina Elisabeth Hasselaer, de dochter van de diplomaat Gerard Aarnout Hasselaar. De weduwe Geelvinck onderhield nauwe betrekkingen met Belle van Zuylen en James Boswell die verliefd op haar werd.[2] Haar zoon
            - Lieve Geelvinck (1757-1783) kwam in 1782 in de publiciteit vanwege het beschieten van een Fries turfschip op de Haarlemmermeer.[3]

          - Nicolaas Geelvinck (1732-1787), heer van Stabroek, was tussen 1764-1787 bewindhebber van de WIC en in 1775 directeur van de Sociëteit van Suriname. In 1780 werd hij representant van de stadhouder Willem V in de WIC; het twintig meter brede huis in Gouden Bocht, Herengracht 509-511 is aan het begin van de 20e eeuw slachtoffer geworden van verbreding van de Vijzelstraat.
          - Joan Geelvinck (1737-1802) werd op 7 juli 1787 tot burgemeester benoemd, toen de patriotten meer democratische principes invoerden, dat wil zeggen een benoeming zonder goedkeuring of voordracht aan de stadhouder. Nadat Amsterdam in september door Pruisische troepen was omsingeld, maakte Geelvinck op 29 september 1787 deel uit van een commissie om satisfactie aan prinses Wilhelmina van Pruisen aan te bieden. De prinses nam echter geen genoegen met de missie en eiste dat de regering werd afgezet en de burgerij ontwapend. Hij vluchtte naar Paris en sloot zich aan bij marquis de La Fayette. Na 1795 werd Geelvinck lid van de Vergadering van Provisionele Representanten van het Volk van Holland (van 26 januari 1795 tot maart 1796). Vervolgens werd hij lid van de Eerste Nationale Vergadering. Zijn dochters:
            - Johanna Albertina Geelvinck (1762 - 1815) werd in 1806 dame du Palais van Koningin Hortense de Beauharnais;
            - Maria Petronella Geelvinck (Amsterdam, 1769 - Parijs, 1831) verhuisde naar Bern, toen ze trouwde met de Zwitserse militair Franz Anton Tschiffely.[4] Zij nam een schilderij mee, Portret van de familie Hinlopen, vervaardigd door Gabriel Metsu. In 1832 is het schilderij door de erfgenamen verkocht aan de Gemäldegalerie.[5]

          - Agatha Theodora Geelvinck (1739-1805). Zij trouwde in 1760 met baron Dirk Wolter van Lynden van Hoevelaken (1733 - 1770), maar verbleef na de dood van haar man met regelmaat in Den Haag. Rond 1782 had Agatha Theodora een affaire met de Pruisische gezant Friedrich Wilhelm von Thulemeier. Frederik de Grote verbood hem om met haar trouwen, want mogelijk kwam zijn onafhankelijkheid in gevaar. Ook haar dochter Constantia van Lynden van Hoevelaken was destijds in de publiciteit vanwege haar omgang met de stadhouder Willem V. De affaire werd door de patriotten uitgebuit.

    - Albert Geelvinck (1647-1693) was een advocaat en directeur van de Sociëteit van Suriname. In 1680 trouwde de toen 33-jarige vrijgezel met de dertien jaar jongere Sara Hinlopen (1660-1749), een dochter van de lakenhandelaar en kunstverzamelaar Jan J. Hinlopen. Het huidige Museum Geelvinck-Hinlopen was hun woonhuis; hij had geen nageslacht.
    - Brigitte Geelvinck (1651-1721). Zij trouwde met Albert Bentes (-1701), een verzamelaar van prenten.

Er zijn weinig portretten bewaard gebleven, een enkel portret in een particuliere collectie, het Rijksmuseum of het Amsterdam Museum, een gebrandschilderd glas in het Kasteel Keukenhof en een familiewapen op het orgel in Beverwijk en in het Museum Van Loon daargelaten.